# Festuca indigesta
Festuca indigesta, también llamado lastón, alambrillo o rompebarriga, es una especie de herbácea de la familia de las gramíneas (Poaceae). Se le encuentra en los pastizales oromediterráneos silíceos, siendo en estas formaciones la especie dominante, aunque si en este piso de vegetación la humedad edáfica aumenta daría paso al cervuno (Nardus stricta).

## Descripción
Es una planta perenne y cespitosa. Es una planta herbácea que alcanza una altura máxima de 40 cm, debido a las duras condiciones de su medio físico.Tiene hojas con vaina de márgenes soldados, con tres nervios principales. El limbo curvado, plegado rígido y glauco. Las espiguillas son lanceoladas con tres o cinco flores violetas o púrpuras, Grumas desiguales con margen escarioso. Florece entre mayo y junio.
La inflorescencia es en forma de panícula, y mide de 2 a 9 cm.

## Identificación
Existen dificultades taxonómicas de diferenciación de especies en todo el mundo debido a sus semejanzas morfológicas.
Sin embargo existen diferencias micromorfológicas y citogenéticas especialmente en el número de cromosomas. Se han reconocido categorías taxonómicas infraespecíficas de diferentes Macizos ibéricos dentro de esta especie a lo largo años.

## Subespecies
Tiene descritas varias subespecies:
- F. i. alleizettei (Litard.) Kerguélen
- F. i. aragonensis (Willk.) Kerguélen
- F. i. hackeliana (St.-Yves) Markgr. & Dann
- F. i. indigesta Boiss.
- F. i. litardierei (St.-Yves) Kerguélen
- F. i. molinieri (Litard.) Kerguélen

## Importancia Forrajera
Tiene un valor nutritivo muy bajo que disminuye su atractivo para los animales.
Además de su escaso valor nutricional esta planta contiene isoflavonoides estrogénicos denominados linaria, astragalina, tricita, etc., que afectan a equinos, bovinos y ovinos. En ovinos causa hiperplasia mamaria e infertilidad, además de propensión a la formación de quistes ováricos.En equino y bovino el consumo de esta planta genera cojera y ninfomanía.

## Taxonomía
Festuca indigesta fue descrita por Pierre Edmond Boissier y publicado en Elenchus Plantarum Novarum 91. 1838.
Citología
Número de cromosomas de Festuca indigesta (Fam. Gramineae) y táxones infraespecíficos: 2n=42
Etimología
Festuca: nombre genérico que deriva del latín y significa tallo o brizna de paja, también el nombre de una mala hierba entre la cebada.
indigesta: epíteto latino que significa "indigesta".
Sinonimia
- Festuca aragonensis (Willk.) Fuente & Ortúñez
- Festuca duriuscula var. indigesta (Boiss.) Boiss.
- Festuca duriuscula subsp. indigesta (Boiss.) P. Fourn.
- Festuca × granitica Vetter
- Festuca hackelii (St.-Yves) Fuente & Ortúñez
- Festuca hackelii (St.-Yves) St.-Yves
- Festuca ovina var. alleizettei Litard.
- Festuca ovina var. aragonensis (Willk.) O.Bolòs & Vigo
- Festuca ovina var. hackeliana St.-Yves
- Festuca ovina subsp. hackelii St.-Yves
- Festuca ovina subsp. indigesta (Boiss.) Hack.
- Festuca ovina var. litardierei St.-Yves
- Festuca ovina subsp. molinieri (Litard.) O.Bolòs & Vigo
- Festuca ovina var. molinieri Litard.
- Festuca saxifraga Miégev.
- Festuca segimonensis Fuente & Ortúñez[9][10]

## Nombre común
- Castellano: alambral, alambrillo, rompebarriga.[11]